# St. Gregorius (Golzheim)

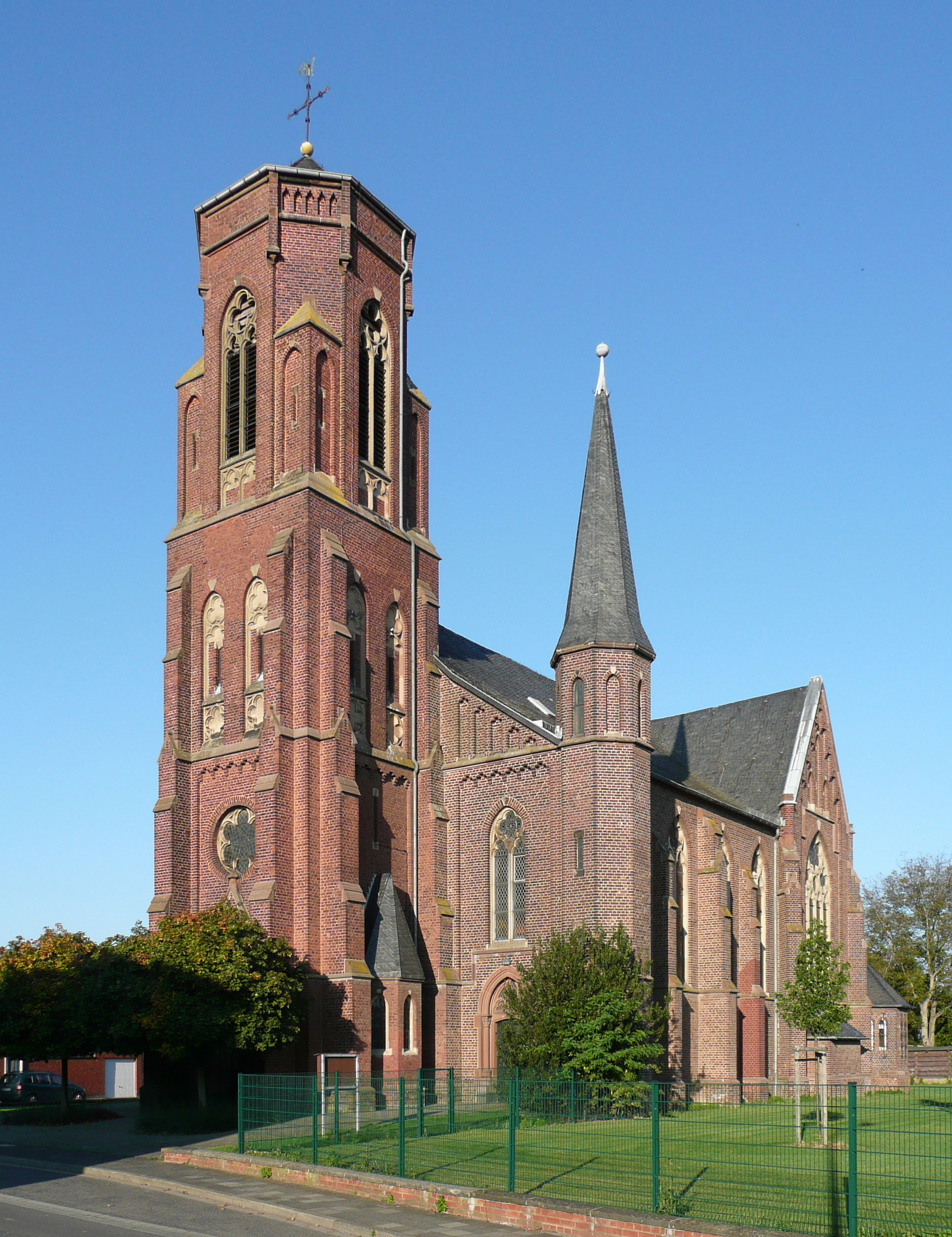
St. Gregorius in Golzheim

St. Gregorius ist die römisch-katholische Filialkirche des Merzenicher Ortsteils Golzheim im Kreis Düren (Nordrhein-Westfalen).
Das Bauwerk ist unter Nr. 10 in die Liste der Baudenkmäler in Merzenich eingetragen.

## Geschichte
Die Kirche wurde von 1896 bis 1897 im Stil der Neugotik nach Plänen des Bonner Kirchenbaumeisters Johann Adam Rüppel errichtet. Der Neubau war erforderlich geworden, da 1895 die bisherige Pfarrkirche durch ein Feuer zerstört worden ist. Die feierliche Kirchweihe fand fünf Jahre nach Fertigstellung der Kirche am 10. Juni 1902 durch den Kölner Weihbischof und späteren Erzbischof Antonius Fischer statt. Zugleich wurde auch der Hochaltar konsekriert und in ihn Reliquien des hl. Paulinus, des hl. Gereon und der hl. Ursula eingesetzt, die Weihbischof Fischer aus Köln mitgebracht hatte.
Der 33 Meter hohe spitze Turmhelm stürzte infolge der Schäden des Zweiten Weltkriegs am 28. Dezember 1945 auf das Kirchenschiff. An seine Stelle trat später eine wesentlich kleinere Spitze.
In Golzheim bestand schon vor diesem Kirchenbau eine Kirche, welche auf dem heutigen Friedhof stand. Der Turm ist von dieser Kirche erhalten geblieben und dient als Kriegerdenkmal.
1989/90 wurde die Kirche saniert. Dabei wurde der Nachkriegsfußboden entfernt und durch einen neuen ersetzt, der sich am ursprünglichen Plattenbelag orientiert. Neben dem Fußboden sind auch neue Bänke im Stil der Neugotik angeschafft worden sowie ein neuer Altar.
Zum 1. Januar 2016 wurde die bis dahin eigenständige Pfarrei aufgelöst und in die Merzenicher Pfarre St. Laurentius eingegliedert. Seitdem ist St. Gregorius keine Pfarrkirche mehr, sondern eine Filialkirche.

## Baubeschreibung
St. Gregorius ist eine dreischiffige Hallenkirche aus Backstein im Stil der Neugotik mit einem vorgebauten und viergeschossigen Glockenturm, einem zweijochigen Langhaus mit je zwei Fenstern pro Joch auf jeder Seite, leicht vorspringendem Querschiff und einjochigem und fünfseitig geschlossenem Chor im Osten. Die Kreuzrippengewölbe ruhen auf runden Säulen.

## Ausstattung
Der Großteil der Bleiglasfenster stammt noch aus der Erbauungszeit der Kirche, was in dieser Gegend eine Seltenheit ist, da in den meisten Kirchen die Fenster im Zweiten Weltkrieg zerstört wurden. Die Fenster im Chor sind Werke des Künstlers Josef Strater aus den 1950er Jahren. Von der Freiburger Künstlerin Angelika Khan-Leonhard stammen die Mosaiken. Kreuzweg und Taufbecken sind Arbeiten aus dem Jahr 1961.

## Glocken
Das Geläut der Kirche mit dem Motiv Regina coeli ist mit folgenden Bronzeglocken bestückt:
| Nr. | Name      | Durchmesser (mm) | Masse (kg, ca.) | Schlagton (HT-1/16) | Gießer / Gussort                                   | Gussjahr | Sonstiges                                                                          |
| 1   | Maria     | 1.155            | 950             | f' ±0               | Hans Hüesker; Fa. Petit & Gebr. Edelbrock, Gescher | 1955     | –                                                                                  |
| 2   | Herz Jesu | 905              | 450             | g' ±0               | Hans Hüesker; Fa. Petit & Gebr. Edelbrock, Gescher | 1955     | –                                                                                  |
| 3   | –         | 850              | 360             | a' -1               | Hans Hüesker; Fa. Petit & Gebr. Edelbrock, Gescher | 1955     | –                                                                                  |
| 4   | –         | –                | –               | b'                  | –                                                  | 1649     | Leihglocke aus der Pfarrkirche St. Jakob, Kladau (Westpreußen) (polnisch: Kłodawa) |

## Pfarrer
Folgende Pfarrer wirkten an St. Gregorius als Seelsorger bis zur Auflösung der Pfarre:
| von – bis | Name                   |
| --------- | ---------------------- |
| 1550–1570 | Bernhard Vaitz         |
| 1570–1598 | Friderich Brewer       |
| 1598–1603 | Reiner Brewer          |
| 1603–1605 | Wilhelm ?              |
| 1605–1636 | Bartholomäus Klefischs |
| 1636–1676 | Otto Molitoris         |
| 1676–1726 | Otto Curtius           |
| 1727–1765 | Werner Ulrichs         |
| 1765–1768 | Peter Strupp           |

| von – bis | Name                                                              |
| --------- | ----------------------------------------------------------------- |
| 1768–1790 | Johann Heribert Hoch                                              |
| 1790–1826 | Johann Matthias Hoch                                              |
| 1826–1850 | Philipp Conrad Schultheis                                         |
| 1850–1869 | Werner Joseph Wallraff                                            |
| 1869–1889 | Heinrich Hubert Springmühl                                        |
| 1889–1907 | Matthias Marx                                                     |
| 1907–1947 | Joseph Matthias Ludwig Maria Hochscheid                           |
| 1949–1989 | Peter Hauser                                                      |
| 1989–2015 | Heinz Dieter Hamachers (Pfarradministrator, Pfarrer in Merzenich) |